# Konkurrencerådet
Konkurrencerådet har det overordnede ansvar for Konkurrence- og Forbrugerstyrelsens administration af konkurrenceloven. Rådet træffer afgørelser i principielle og større konkurrencesager. Konkurrencerådet afløste i sin tid det daværende Monopolrådet.

## Sammensætning og udpegelse
Rådet består af syv medlemmer, der udpeges af erhvervsministeren på baggrund af deres personlige og faglige kvalifikationer. Rådets medlemmer skal tilsammen besidde indgående konkurrencemæssigt kendskab, ledelsesmæssig erfaring fra erhvervslivet samt særlig indsigt i forbrugerforhold. Rådet er uafhængigt af ministeren i alle sager vedrørende konkurrencelovgivningen. Indtil 2015 bestod rådet af 18 medlemmer, men efter en omlægning er der nu syv medlemmer i rådet. Konkurrencerådet mødes normalt en gang om måneden.

## Medlemmer
Rådets nuværende medlemmer (pr. maj 2025):
- Christian Schultz - professor i økonomi, formand
- Caroline Heide-Jørgensen - professor i jura, næstformand
- Philipp Schröder - professor i økonomi
- Jan-Erik Svensson - fhv. advokatpartner
- Vibeke Krag - tidligere koncerndirektør
- Jane Frederikke Land - advokat
- Claus Thustrup Kreiner - professor i økonomi